# Majestic (DJ)
Majestic (* in London; eigentlich: Kevin Christie) ist ein britischer DJ.

## Leben
Majestic begann seine musikalische Karriere im Alter von 15 Jahren als MC auf Garage-House-Partys in Großbritannien. Außerdem legte er im Pirate Radio auf. Während er sich langsam in der Szene etablierte, begann er, Tracks zu produzieren, wobei er jedoch den Output klein hielt, weil er noch nicht ganz von seinen Fähigkeiten überzeugt war. 2005 erschien seine erste Single Kebab Riddim, gefolgt von der The Topgear EP 2006. Zusammen mit den Wideboys machte er sich 2009 mit In the VIP musikalisch über die Clubkultur im Allgemeinen und die VIP-Clubs im Speziellen lustig. Skrillex übernahm ein Sample von Majestic für seinen Hit Ruffneck. Majestic trat auf dem Exit Festival in Serbien, beim Global Gathering sowie als Resident DJ im BCM auf Mallorca auf. Er stand unter anderem bei Speakerbox und MistaJams Label 360 unter Vertrag.
Seine Tracks kommen meistens ohne seinen Gesang aus, den er sich überwiegend für Clubnächte und Festivals aufhob. Auch nahm er Songs mit Künstlern wie Laidback Luke und Mickey Slim auf, bei denen er sang. Sein bekanntestes Vocal-Werk ist der Gesang auf Get Hyper von Droideka, das 2013 ein Top-40-Hit wurde.
2015 erschien die Single Creeping in the Dark mit Jungle 70, die Platz 75 der britischen Charts erreichte. 2017 folgte Platz 52 mit der Single Naughty Sesh, einer Kollaboration mit Tigermonkey. Der erste große Erfolg und weltweite Durchbruch gelang ihm 2021 mit einem Remix zum Boney-M.-Lied Rasputin. Der Song wurde auf TikTok ein Hit, nachdem dort eine Reihe von Fans zum Textteil He was big and strong ihre Muskeln gezeigt hatten. Von da an wurde der Song ein Hit auf Shazam, Spotify und Apple Music. Er erreichte schließlich Platz 18 der britischen Charts und wurde auch in anderen Ländern ein Erfolg.

## Diskografie

### DJ Mixes
- 2016: Pure House & Garage (New State Music/Pure Music)
- 2016: Pure House & Garage 2 (New State Music/Pure Music)

### EPs
- 2006: The Topgear EP (Jammin Records)
- 2007: The Topgear EP - Vol.2 (mit Jade Lion, Marvelis Records)
- 2009: In the VIP (digitale EP, Big Life)

### Singles
- 2005: Kebab Riddim (Maj-Funk Records)
- 2006: Gimmie da Mic (mit Calvertron, Data Records)
- 2010: In the VIP (mit Wideboys, Loaded Records)
- 2014: Creeping in the Dark (mit Jungle 70, Public Demand/Speakerbox)
- 2014: Don’t Smoke (Deekline & Specimen A vs Majestic, Gutter Gutter)
- 2019: Not Over Yet (feat. Patti Low, 3Beat)
- 2019: I Wanna Be Down (3Beat, UK: Silber)
- 2019: Shutdown (feat. Troublesome, 3 Beat)
- 2020: Bodywork (Get Together Records)
- 2020: Shut You Down (mit Shaun Dean, Ministry of Sound)
- 2020: Me & U (feat. Kelsey, Ministry of Sound, UK: Silber)
- 2021: Rasputin (mit Boney M., Nitron Music, US: Gold)
- 2024: Set My Heart on Fire (mit The Jammin Kid & Céline Dion)

### Gastbeiträge
- 2007: Control-S feat, Scott Maurice: Never Leave Me Alone (als Majestic MC)
- 2008: Kyla: Do You Mind (The Remixes) (als Majestic MC)
- 2012: Mickey Slim: Dirty Freak
- 2013: Laidback Luke: Pogo
- 2016: IV Rox: I Heard Love (Remixes)